# リチャード・トゥルーリー
リチャード・ハリソン・トゥルーリー（Richard Harrison Truly、1937年11月12日 - 2024年2月27日）は、アメリカ合衆国の海軍軍人、宇宙飛行士。最終階級は海軍中将。
海軍航空隊及び空軍の戦闘機操縦士、空軍及びNASAの宇宙飛行士である。1989年から1992年まで、第8代NASA長官を務めた。元宇宙飛行士として初めてNASA長官となった。NASA退官後は、1992年から1997年までジョージア工科大学のGeorgia Tech Research Institute、1997年から2005年まで国立再生可能エネルギー研究所を率いた。空母エンタープライズとオービタースペースシャトル・エンタープライズの両方で任務に就いた唯一の人物である。

## 生い立ち
ミシシッピ州ファイエットで生まれたトゥルーリーは、ファイエットとメリディアンの人種別学校に通い、1959年にジョージア工科大学で航空工学の学士号を取得。大学ではカッパ・アルファ・オーダーに所属していた。ボーイスカウト活動にも熱心で、最高位のイーグルスカウトの位まで取得した。
大学の海軍予備役将校訓練課程のメンバーであったトゥルーリーは海軍に入隊すると、飛行学校での訓練を命じられ、1960年10月7日に海軍航空隊に任ぜられた。最初の任務は第33戦闘飛行隊で、イントレピッド及びエンタープライズ所属のF-8クルセイダーで飛行した。彼は300回以上着艦した。
1963年から1965年まで、カリフォルニア州のエドワーズ空軍基地のアメリカ合衆国空軍テストパイロット学校に、最初は生徒として、後に教官として所属した。

## NASAでの経歴
1965年、トゥルーリーは、アメリカ空軍の有人軌道実験室計画のための初の軍事宇宙飛行士に選ばれた。彼は、有人軌道実験室計画が中止された後の1969年8月にNASA Astronaut Corpsに加わった。NASAでは、彼は宇宙飛行士支援の業務に就いたほか、1973年に行われた3度全てのスカイラブのミッションと1975年のアポロ・ソユーズテスト計画ではCAPCOMを務めた。1977年に行われたスペースシャトルのオービター試験機エンタープライズでの進入・着陸試験 (ALT) では、テストを行う2人1組の搭乗者の1組に指名された。1981年のミッションSTS-2では誕生日に宇宙へ打ち上げられた最初の人物となった。1983年のミッションSTS-8では船長を務めた。STS-8の後、トゥルーリーはNASAを離れ、海軍宇宙司令部 (Naval Space Command) の初代司令官となった。

### NASAへの復帰

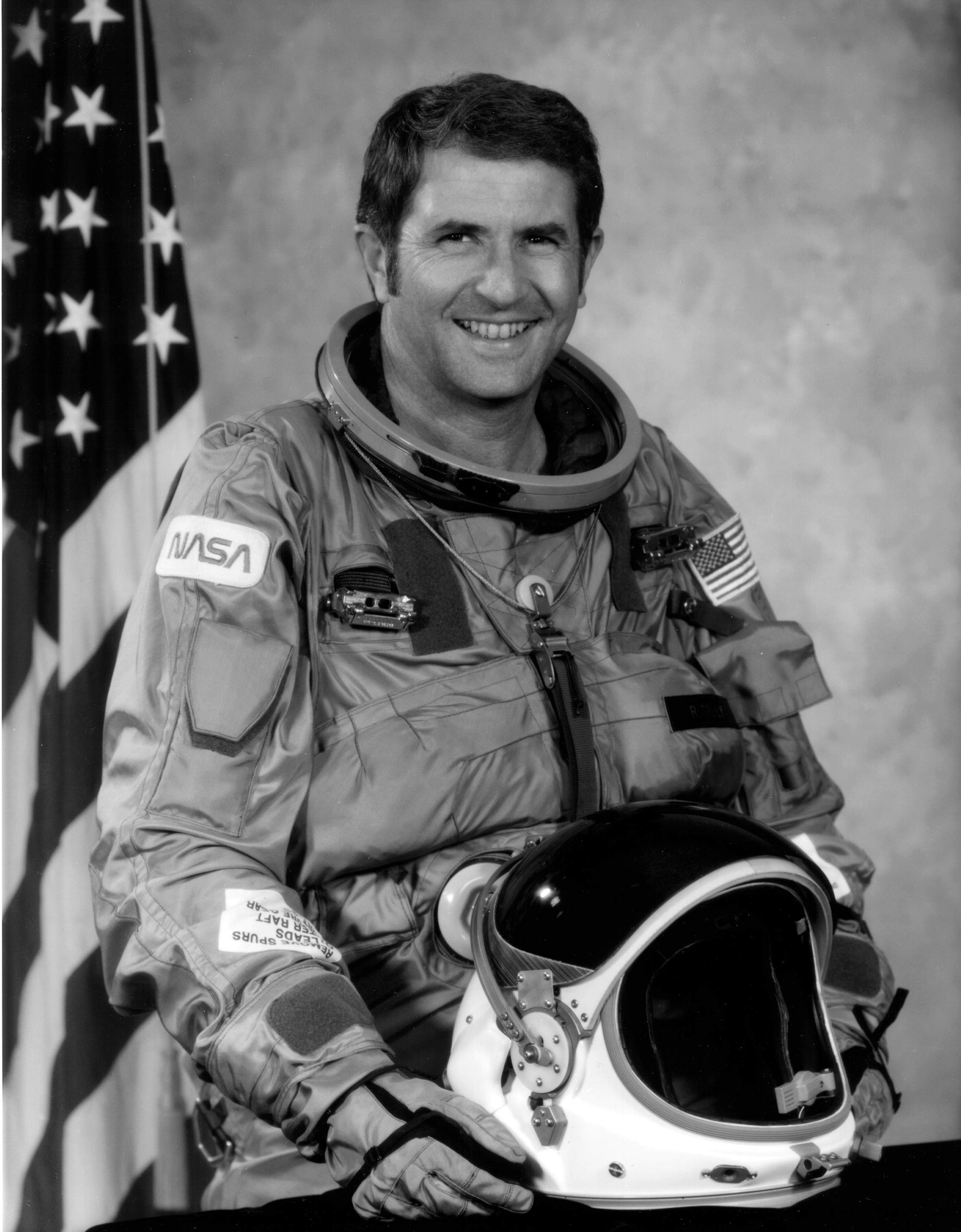

チャレンジャー号爆発事故の3週間後、トゥルーリーはNASAに戻り、1986年2月20日に副長官となった。彼の主要な役割は、スペースシャトルの飛行状態への復帰の監督であった。これとともに、彼はチャレンジャー号を取り替えるか否か、将来スペースシャトルが果たす役割、今後のミッションにおける使い捨て宇宙船とスペースシャトルの混合利用等という長期の問題にも責任を持って取り組んだ。事故の技術的な原因が決定されるまで数日しかかからなかったが、その中から根本的な原因を選ぶのはより難しかった。最終的に、トゥルーリーとNASAの"Return to Flight"計画は、1988年9月29日にSTS-26でディスカバリーの飛行に成功するまで、31ヵ月を要した。1986年3月、トゥルーリーはメモに、NASAが次のスペースシャトルを打ち上げる前に成し遂げることが必要なアクションがいくつかあると記した。その中には、「固体ロケットモーターのジョイントの再設計、重要部品の再検討、運用と維持のための機器の更新」が含まれていた。
トゥルーリーは、1989年5月に8代目のNASA長官に任命され、1992年5月までこの地位にあった。彼は、カール・セーガンによって、ボイジャー1号が主ミッションの終了の前に、最後の地球の写真を撮影するか否かで内輪もめがあった際に、それを仲裁したとされた。この時撮影された写真は、ペイル・ブルー・ドットとして知られることとなった。彼は、NASA長官になる直前に、中将として海軍を退職した。

## NASA後
NASA退職後、トゥルーリーはジョージア工科大学のGeorgia Tech Research Instituteの所長となった。彼は、1992年から1997年までこの地位にいた。
その後、1997年から2005年まで、彼は国立再生可能エネルギー研究所の所長とミッドウェスト研究所の上級副社長を務めた。
2007年5月、トゥルーリーは軍事諮問委員会の一員として、地球温暖化がアメリカの国家安全保障に対して引き起こす脅威について、アメリカ合衆国上院外交委員会で証言を行った。
2024年2月27日に死去。86歳没。
トゥルーリーは既婚であり、マイケル、ダニエル、リーの3人の子供がいる。

## 勲章
彼が受章した勲章には、防衛殊勲章、防衛功労章、2つのレジオン・オブ・メリット、殊勲飛行十字章、防衛功績章等がある。NASAから受章したものには、NASA Distinguished Service Medal、2つのNASA Space Flight Medal、2つのNASA Exceptional Service Medalがある。
1988年には、実験機テストパイロット協会からジェームズ・H・ドーリットル賞を授与された。同年、チャレンジャー号爆発事故後に有人ミッションの打上げを再開した功績に対してコリアー・トロフィーが授与された。1989年1月には、ロナルド・レーガン大統領から大統領市民勲章が授与された。